# Dövas Tidning
Dövas Tidning är en tidskrift för döva, hörselskadade och andra kring den teckenspråkiga världen. Sedan 1940 ges Dövas Tidning ut av Sveriges Dövas Riksförbund. Papperstidningen ges ut åtta gånger om året. Upplagan är 5 800 exemplar per nummer. Dövas Tidning finns även på webben sedan september 2011.

## Historik

### Tidning för Döfstumma
Tidningen grundades den 6 juni 1891 i Lund av typografen Fredrik Schreiber och utgavs under namnet Tidning för Döfstumma. Förläggare var skräddaren Ola Zommarin. Både Schreiber och Zommarin var döva. Veckan därpå (12–14 juni) var det möte och nattvardsgång i Stockholm. 400 döva kom och Schreiber delade ut ett provexemplar var, vilket medförde att tidningen blev snabbt känd bland döva i hela Sverige.
Den första upplagan var på 1 000 exemplar. Tidningen lästes i början mest i Stockholmsområdet eftersom det inte fanns många dövföreningar i andra delar av landet. Tidningen växte och fick större spridning, allteftersom nya dövföreningar bildades. Den såldes också på gatorna av döva lösnummerförsäljare. 
Året efter bildandet, 1892, fick Schreiber lämna ifrån sig tidningen till Dövstumsförbundet i Stockholm som hade beslutat att stödja tidningen mot kravet att den utkom från Stockholm. Då blev Harald Berg ansvarig utgivare för tidningen fram till 1895. Sedan fick de ekonomiska svårigheter och överlämnade tidningen till döve snickaren Axel F. Ericson som då anlitade Gerhard Titze som förläggare.
År 1899 övertogs tidningen av typografen Gunnar Fondelius, som skulle bli en av tidningens mest långlivade redaktörer. År 1903 lämnade han och lät sin kollega i Nyköping, typografen Johan Fredrik Lindh överta ansvaret. Det var en flitig man, som t.ex. gav ut hela 12 nummer 1905. Men hans plötsliga död vid 59 års ålder 1906 gjorde att tidningen upphörde komma ut en tid. Efter en insamling av några döva som kallade sig för ”Tidningens vänner” samlade man in 400 kronor och köpte tillbaka tidningen från fru Lindh. Gunnar Fondelius erbjöds då ta över tidningen igen. Den kom att få en mer journalistiskt driven profil under Fondelius. Han blev kvar i hela 36 år, fram till 1939. Under hans tid blev tidningen ett officiellt organ för Dövstumsförbundet.
År 1940 övertogs den statsbidragsberättigade tidningen av Sveriges dövstummas riksförening. Tidningen administrerades av olika personer fram till 1949 då Hugo Edenås tog över huvudansvaret, fram till 1969. Då hade redaktionen sitt säte i Borlänge. Tidningen växte och Edenås värvade lokala förmågor som sände in material till tidningen.
År 1966 hamnade tidningen i en allvarlig ekonomisk kris. Det uppmärksammades i dagspressen och Björn Holmberg från Hova kontaktade då tidningen och erbjöd sig att sälja annonser.

### De Dövstummas Tidskrift
Det fanns andra, konkurrerande tidningar som dök upp och försvann. Ny Tidning för Sveriges Dövstumma, som gavs ut av dövlärarsällskapet mellan 1904 och 1940, var en. Som flest var dövtidningarna i Sverige under början av 1940-talet. Då fanns bland andra Dövas Kyrkoblad, Effata (som gavs ut av Frälsningsarmén), Dövas väl (utgiven av en privatperson) och en sporttidning som kallades Sportbladet. Sedan utkom flera försök till tidning av privatpersoner i rent vinningssyfte.
Dövsverige var uppdelat i två läger där det ena läste Tidning för Dövstumma medan den andra halvan läste Dövstumsnyheter, som från 1927 var i privat ägo, för att sedan tas över av riksorganisationen Socialtjänst för döva 1938. Organisationen ändrade i sin tur sitt namn till Sveriges dövstummas riksförening 1942. År 1944 gick de två organisationerna samman och tidningarna blev en gemensam tidning. I sammanslagningen kom Sportbladet med. Tidningen fick namnet De Dövstummas Tidskrift. Det namnet blev kortlivat, för döva ville inte längre kalla sig dövstumma, så namnet ändrades 1950 till Dövas Tidskrift. År 1958 ändrades namnet till SDR Kontakt och så hette tidningen ända fram till 1995. Då bytte tidningen namn till Döv-tidningen. Det ändrades till dagens Dövas Tidning 2003.